# 钱宝传
钱宝传（？—？），浙江嘉善人，清朝政治人物。
钱宝传曾于1874年接替杨永杰任松江府知府一职，1874年由杨永杰接任。